# Kimi ga Nozomu Eien
Kimi ga Nozomu Eien (君が望む永遠, lit. A Eternidade que você desejou), abreviado para Kiminozo or Kimibou, é um jogo hentai japonês criado por âge, primeiramente lançado em 2001. Uma série de anime foi mais tarde adaptada do jogo entre 5 de Outubro de 2003 e 4 de Janeiro de 2004 contendo 14 episódios no total e uma segunda temporada chamada Kimi ga Nozomu Eien ~Next Season~ contendo 4 episódios.

## Anime
Kimi Ga Nozomu Eien (Rumbling Hearts, KimiNozo)
'Kimi ga nozomu eien' é um drama romântico; Mas não é daqueles simples triângulos amorosos entre estudantes. A história se estende à vida adulta dos personagens. Não é recomendável para menores de 14 anos por que algumas cenas são impróprias; Mas o anime, em si, não é hentai.
Suzumiya Haruka e Hayase Mitsuki são melhores amigas. A primeira é tímida e quieta, e a outra é mais extrovertida e ativa. Haruka se apaixonou por Narumi Takayuki, um colega da turma de Mitsuki, e pede à sua amiga que a ajude a se aproximar dele. Assim nasce uma amizade entre Haruka, Mitsuki, Takayuki e Shinji(seu melhor amigo), todos estudantes do terceiro ano do ensino médio. Algum tempo depois, Haruka se declara à Takayuki, e este aceita namorar com ela. Um dia, enquanto Takayuki corria para não chegar atrasado a um encontro com Haruka, ele encontra com Mitsuki, que diz que é o dia de seu aniversário. Takayuki compra um presente para Mitsuki e chega atrasado ao encontro. Mas esse pequeno atraso vai mudar a sua vida, a de Haruka e a de Mitsuki...
Haruka sofre um terrível acidente que a deixa em coma por três anos. Depois de algum tempo, Takayuki e Mitsuki ficam juntos, o que causa a revolta de Susumiya Akane (irmã mais nova de Haruka) que não aceita a traição da amiga e do ex-namorado. Mitsuki começa a trabalhar em um escritório e Takayuki em um restaurante, onde aparecem duas garçonetes problemáticas. Takayuki fica louco por um tempo e neste tempo Mitsuki o ajudou bastante. Mas Takayuiki não melhorava. Então, Mitsuki, louca de amor, se declara a ele e o beija, logo em seguida ficando nua na sua frente. Takayuki então a abraça e eles ficam juntos por vários anos. Quando Susumiya Haruka recobra a consciência, o seu tempo está parado. Haruka ainda está no mundo de três anos atrás. Não consegue se lembrar de nada depois do acidente. Por isso ainda pensa ser namorada de Takayuki, e todos, inclusive Takayuki, a ficam enganando por vários tempos. Mas Akane não concorda em Mitsuki visitar Haruka. Akane odeia Mitsuki, e a considera uma falsa. Takayuki fica com Haruka e se separa de Mitsuki. Mas Haruka começa a perceber diferenças. Repara no seu cabelo, que era curto e está longo, nas suas mãos que eram jovens e estavam velhas e finas. Então pergunta a Takayuki quanto tempo se passou depois do acidente, Takayuki,tentando escapar da pergunta tão difícil de Haruka, Akane não aguenta mais enganar sua irmã, então revela tudo a ela. Haruka entra na UTI.

## Personagens
- Hayase Mitsuki - Mitsuki faz parte do clube de natação, e treina sempre. É apaixonada por Takayuki, mas não demonstra para não magoar Haruka, sua melhor amiga. É muito "enérgica" e vive brigando com Takayuki. Vai trabalhar num escritório quando termina o colégio.
- Suzumiya Haruka - Muito tímida e doce, Haruka sonha em ser escritora de livros infantis(tem uma coleção deles). Se declara à Takayuki. Também é meio ingênua, com esse seu jeito meigo. É o oposto de Mitsuki, mas se dão muito bem.
- Narumi Takayuki - Takayuki é sempre largadão. Mais tarde, ele vai trabalhar num restaurante. Mora sozinho. Namora Haruka.
- Taira Shinji - Melhor amigo de Takayuki. Sempre alegre e brincalhão. Vai para a faculdade Hakuryou.
- Suzumiya Akane - Irmãzinha de Haruka, descrita como "enérgica" por Takayuki. Sempre fala o que pensa. Quer ser como Mitsuki, tanto que faz natação também. Tem um OVA solo, "Akane Maniax", no qual ela aparece mais velha.
- Daikuji Ayu - Trabalhou com Takayuki no restaurante. Eles brigam bastante, mas se dão bem. Ela acaba o ajudando.
- Amakawa Hotaru, Homura Manami e Hoshino Fumio - Enfermeiras do hospital onde se passa a história.

## Abertura e Encerramento
Abertura: Precious Memories - Minami Kuribayashi (03:51)
Encerramento: Rumbling Hearts - Minami Kuribayashi  (04:58)